# Husky siberiano
O husky siberiano (plural: huskies siberianos) (em russo:  Сибирский хаски) é uma raça de cães de trabalho e companhia, do tipo Spitz, oriunda da Sibéria na Rússia. Sua função específica é tracionar trenós.

## História
Estes cães, ou seus ancestrais, são conhecidos na Sibéria há milhares de anos, em uma região específica a leste dos Montes Urais, inicialmente utilizados como cães multifuncionais foram especialmente selecionados ao longo de centenas de anos pelos Chukchi, um povo que vive na região, para puxar trenós em condições de frio extremo.
Em 1867, quando a Rússia ainda dominava o Alasca, estes cães migraram da Sibéria asiática rumo ao Alasca, e começaram a se popularizar pelo mundo. Um fato histórico contribuiu para a popularização mundial da raça quando uma matilha de huskys e similares ajudaram a salvar a população de Nome, uma aldeia na área americana do Alasca, levando medicamentos e suprimentos aos habitantes isolados por uma tempestade, quando nenhum outro meio de transporte poderia fazê-lo. Por este feito, dois exemplares em particular tornaram-se muito famosos, o cão chamado Balto, que estava como líder do trenó no momento da chegada em Nome, e o cão Togo, que liderou, com 12 anos de idade, o trenó pelo trecho mais perigoso, por estes feitos ocupando lugares na cultura desde então, recebendo monumentos em homenagem, tendo seus corpos empalhados após suas mortes e exibidos em museu, e sendo representados inclusive também em filmes.

## Características
A pelagem do Husky possui subpelo e é bastante variada em questão de cor, desde o completamente branco ao preto-e-branco, chocolate-e-branco, cinza-e-branco, além de outras variações. Quanto a cor dos olhos, o padrão oficial da raça estabelece:
| “ | A cor dos olhos podem ser castanhos ou azuis; aceitam-se os olhos de cores diferentes [heterocromia] ou um olho particolorido [heterocromia sectorial]. A expressão é penetrante, porém amigável, interessada e até um pouco maliciosa. | ” |
|   | — Padrão oficial da raça, publicado pela CBKC. |   |

Os machos podem possuir até 60 cm de altura na cernelha e pesar cerca de 27 Kg; as fêmeas podem possuir até 56 cm de altura e pesar cerca de 25 Kg. São cães atléticos e velozes e são mais recomendados para trenós em viagens de longa distância com cargas mais leves, ao contrário do seu parente de porte maior, o Malamute-do-alasca.

## Temperamento
O husky siberiano segundo seu caráter é amistoso e terno. O husky não pode-se utilizar como um cão de caça ou cão de guarda. Por causa das particularidades de seu psiquismo os husky não manifestam a agressão com respeito à gente ou outros animais. Além disso, o cão mostra amiúde a independência, o que é uma falta para os cães de guarda. O intento a ensinar os husky siberianos de comportamento agressivo pode levar aos problemas psíquicos de cão. Isso pode ser perigoso para o proprietário porque o husky siberiano é um cão grande e forte. O cão é inteligente, mas pode ser obstinado por causa de sua independência, impulsividade e falta de atenção. Para conseguir a obediência é preciso começar os treinamentos na idade do início.

## Husky Siberiano nos Jogos
No The Sims 4, o Pacote de Expansão The Sims 4: Gatos e Cães acrescenta a raça de cão husky siberiano, que pode ser adicionada no modo CAS (Criar Um Sim).

## Galeria

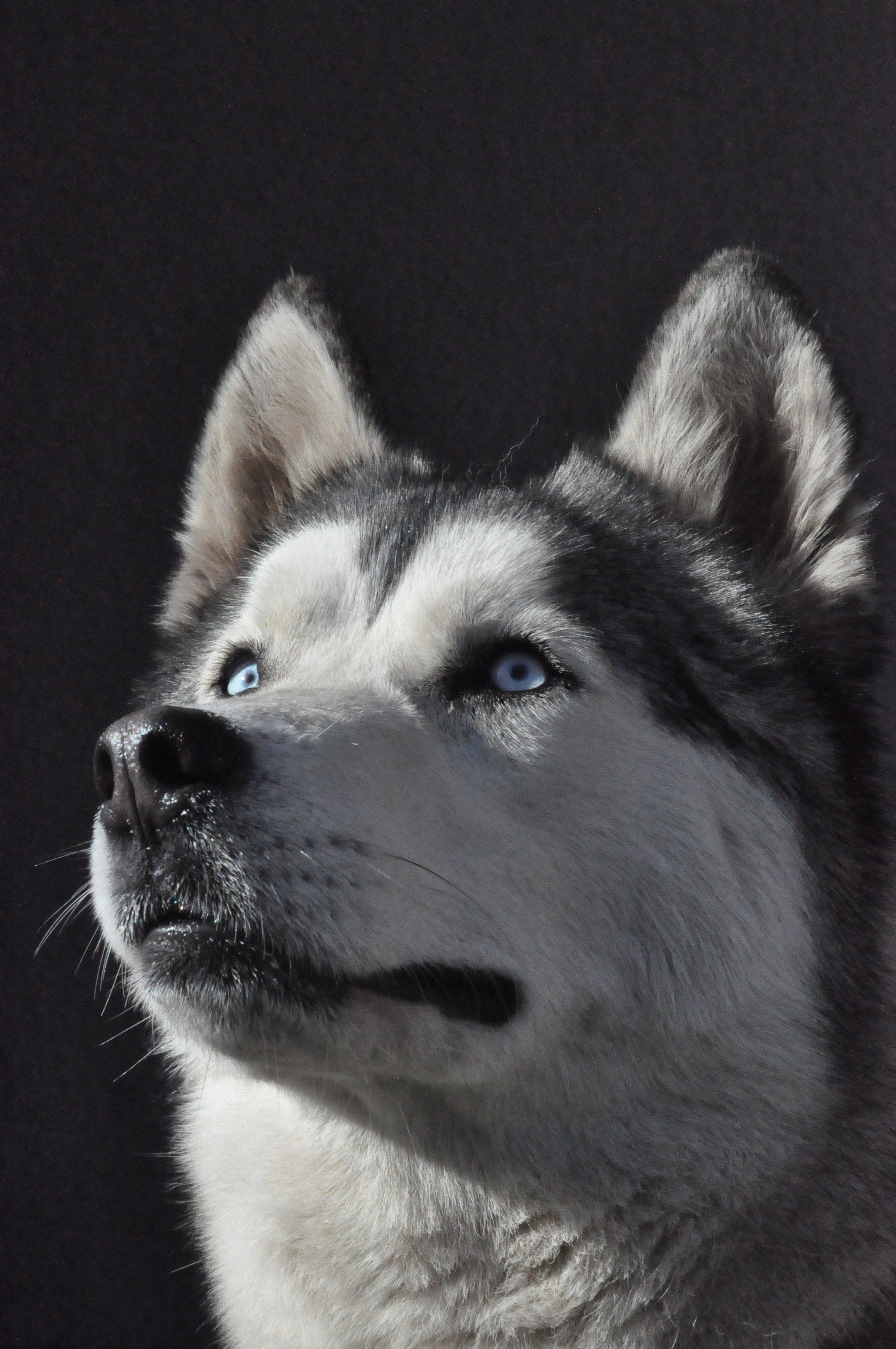
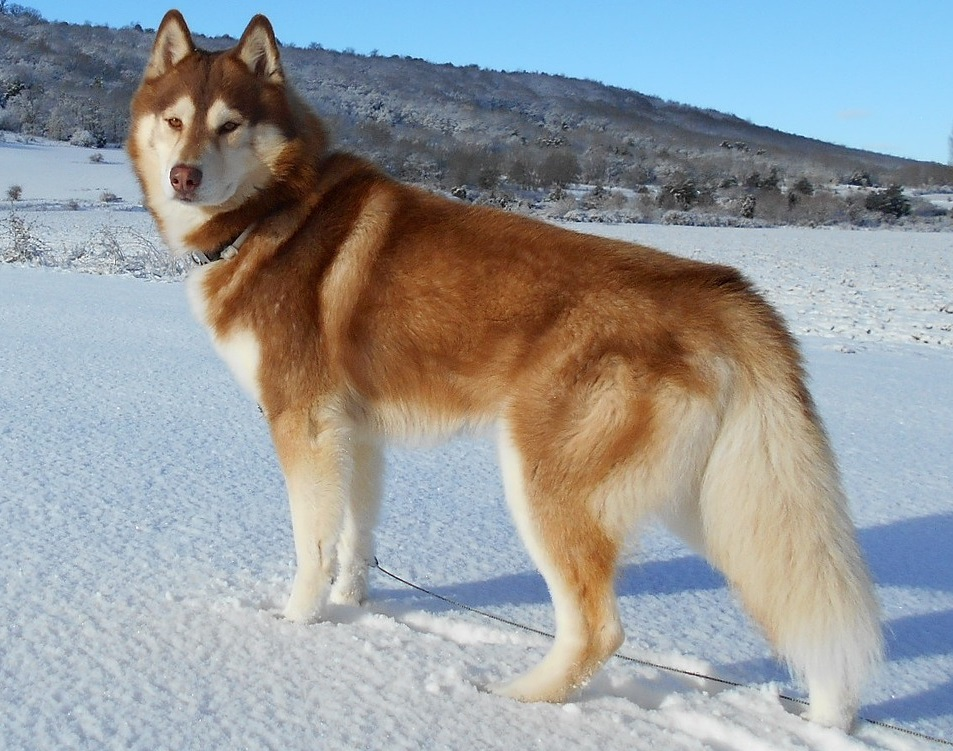
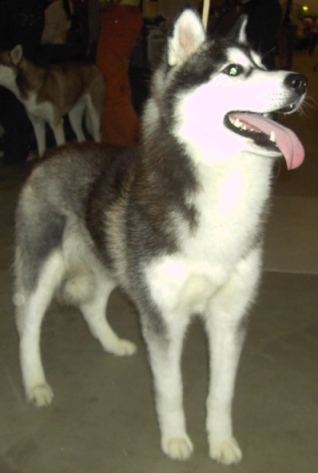
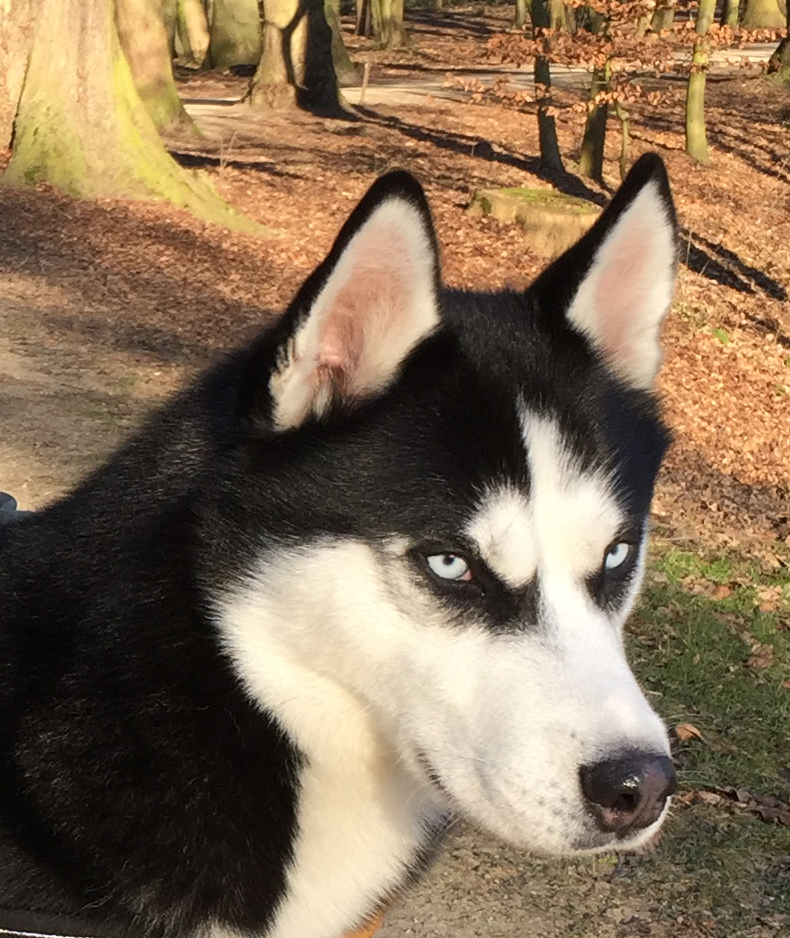
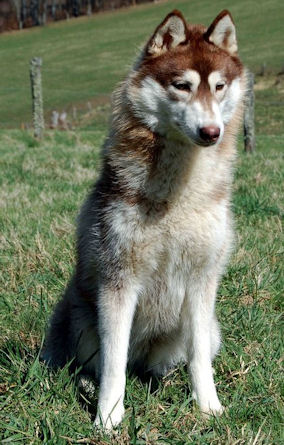
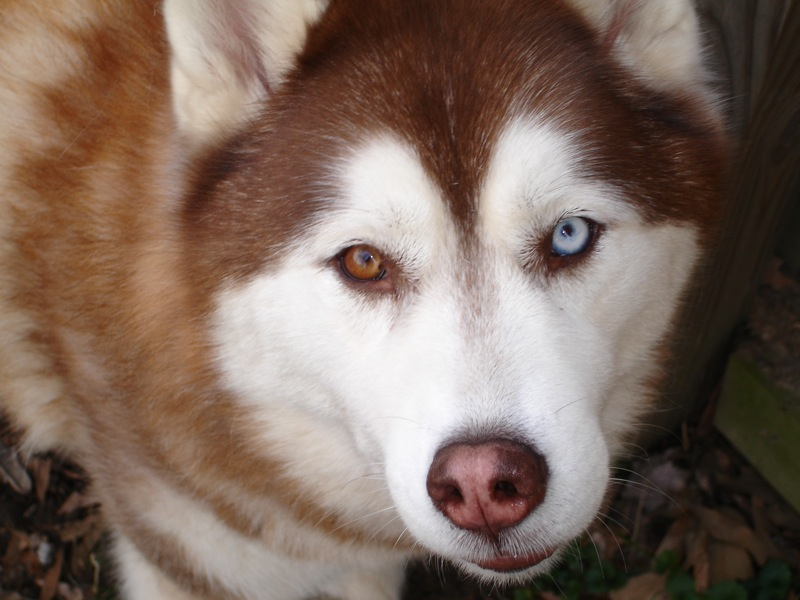
Heterocromia
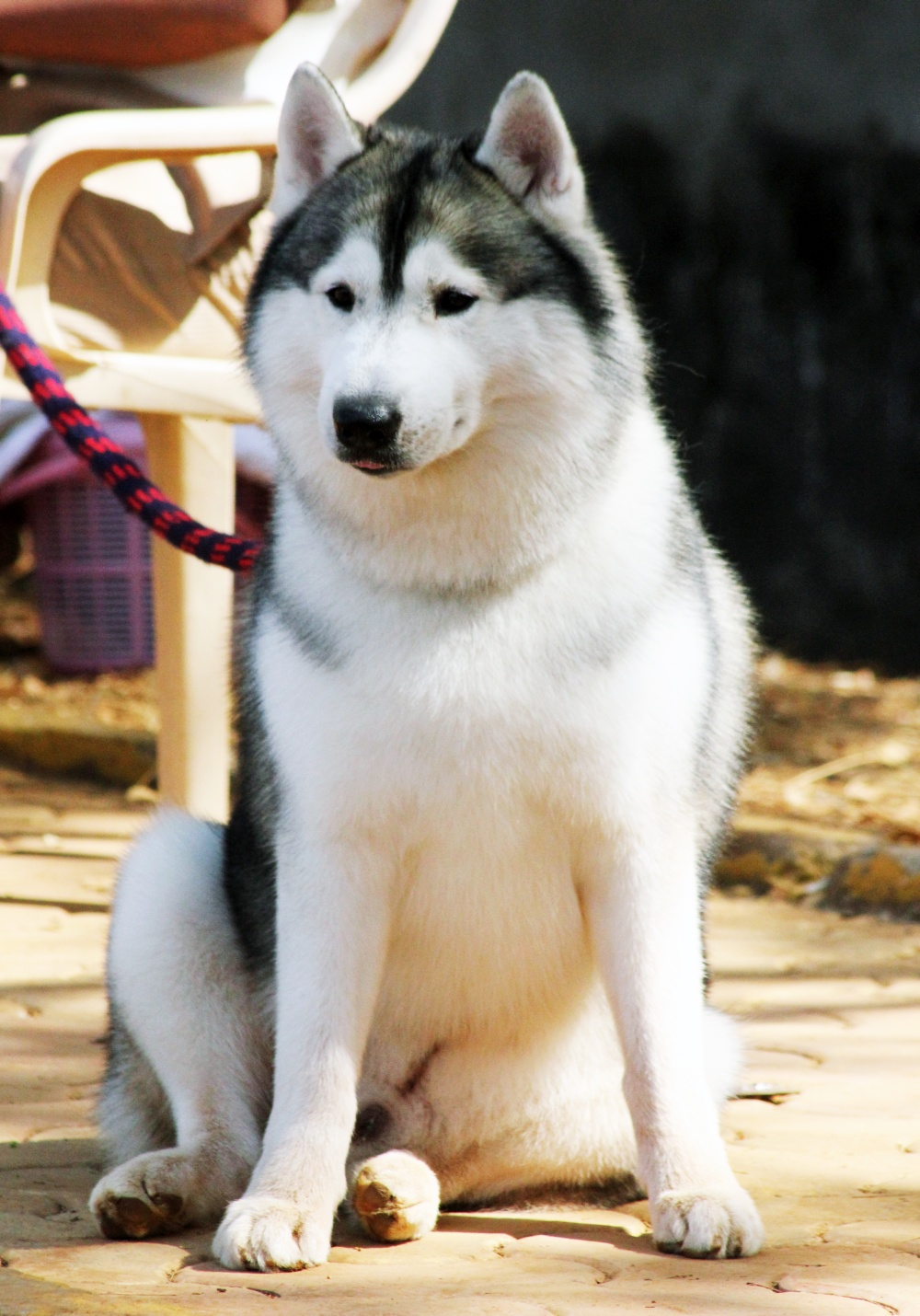
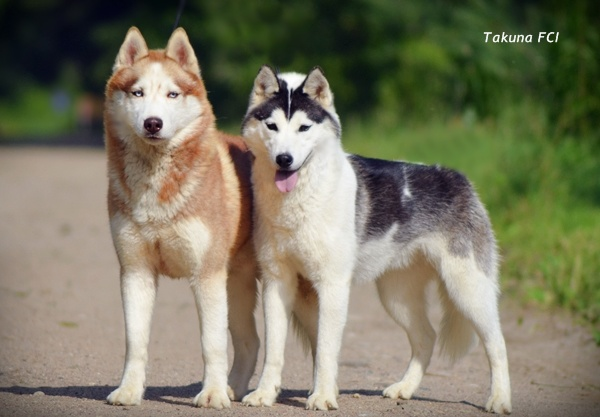